# 의왕시·과천시
의왕시·과천시는 대한민국의 국회의원 선거구이다. 경기도 의왕시 전 지역과 과천시 전 지역을 관할한다. 현직 국회의원은 더불어민주당의 이소영이다.

## 역사
대한민국 제17대 국회의원 선거를 앞두고 과천시·의왕시 선거구가 의왕시·과천시 선거구로 개편되면서 신설되었다.

## 관할 구역
| 대수  | 관할 구역               |
| ----- | ----------------------- |
| 17대~ | 의왕시 일원 과천시 일원 |

## 역대 국회의원
| 선거   | 정당 | 정당         | 의원   |
| ------ | ---- | ------------ | ------ |
| 2004년 |      | 한나라당     | 안상수 |
| 2008년 |      | 한나라당     | 안상수 |
| 2012년 |      | 민주통합당   | 송호창 |
| 2016년 |      | 더불어민주당 | 신창현 |
| 2020년 |      | 더불어민주당 | 이소영 |
| 2024년 |      | 더불어민주당 | 이소영 |

## 역대 선거 결과

### 대한민국 제17대 국회의원 선거
|  | 48.56% |

|  | 41.14% |

|  | 6.48% |

|  | 3.80% |

### 대한민국 제18대 국회의원 선거
|  | 60.40% |

|  | 28.25% |

|  | 9.76% |

|  | 1.57% |

### 대한민국 제19대 국회의원 선거
|  | 55.09% |

|  | 44.90% |

### 대한민국 제20대 국회의원 선거
|  | 41.36% |

|  | 38.03% |

|  | 13.90% |

|  | 3.46% |

|  | 3.23% |

### 대한민국 제21대 국회의원 선거
|  | 43.38% |

|  | 37.95% |

|  | 15.28% |

|  | 3.37% |

### 대한민국 제22대 국회의원 선거
|  | 54.37% |

|  | 45.62% |